# Für Kinder
Für Kinder (ungarisch Gyermekeknek, tschechisch Pro děti; slowakisch Pre deti) ist ein Zyklus von Klavierstücken des ungarischen Komponisten Béla Bartók. Im Szőllősy-Verzeichnis trägt er die Bezifferung Sz. 42, im Verzeichnis von László Somfai BB 53.

## Entstehung
Die Sammlung von Klavierstücken entstand in den Jahren 1908 und 1909, zu Beginn von Bartóks Lehrtätigkeit als Professor für Klavier an der Franz-Liszt-Musikakademie in Budapest. Die relativ kurzen Stücke basieren auf Melodien der ungarischen und slowakischen Volksmusik und haben pädagogischen Charakter. Es handelt sich insgesamt um 85 Bearbeitungen für Anfänger des Klavierspiels, die in vier Heften vom Budapester Musikverlag Károly Rozsnyai herausgegeben wurden. Die ersten beiden Hefte basieren auf ungarischen, die beiden weiteren auf slowakischen Kinder- und Volksliedern. Zwei Stücke des vierten Heftes waren Kompositionen von Emma Kodály. Der Schwierigkeitsgrad steigert sich von den in Ungarn sehr bekannten Kinderliedern Süssünk, süssünk valamit und Süss fel nap im ersten Heft kontinuierlich bis zum Kanásztánc im zweiten Heft, welches für einen Anfänger am Klavier eine schwierige Herausforderung darstellt. Die zur Musik gehörenden slowakischen Liedtexte, die sich im Anhang der Notenhefte befinden, wurden von Bartók ins Ungarische und von Emma Kodály ins Deutsche übertragen. Die Stücke stellen die ersten kompositorischen Resultate von Bartóks Volksmusikforschung dar. Die Herkunftsorte der Melodien wurden jeweils auch im Anhang genannt.

## Überarbeitung
Ein halbes Jahr vor seinem Tod nahm Bartók im Januar 1945 eine Umarbeitung der Sammlung vor. Er entfernte die Stücke Nr. 25 und 29 des zweiten Heftes sowie Nr. 25, 27, 33 und 34 des vierten Heftes, da er Zweifel an der korrekten Transkription der Melodien hatte, so dass insgesamt noch 79 Stücke übrig blieben. Zudem nahm er neue Harmonisierungen einiger Stücke vor und fügte genaue Metronomangaben hinzu. Die Sammlung erschien nun auch nicht mehr in vier, sondern nur noch in zwei Heften.

## Rezeption
Stücke aus dem Klavierzyklus wurden von verschiedenen Musikern für andere Instrumente bearbeitet, wie von Ede Zathureczky für Violine und Klavier, von Ferenc Brodszky für Gitarre, von Lajos Bárdos für Chor, von Leó Weiner für Streichorchester. Pianisten wie Zoltán Kocsis nahmen Stücke aus der Sammlung in ihr Konzertrepertoire auf.

## Diskografische Hinweise
- Géza Anda: Béla Bartók: Gyermekeknek – Pro dêti, Heft 1, Columbia, 1954
- Géza Anda: Béla Bartók: Gyermekeknek – Pro dêti, Heft 2, Columbia, 1955
- Dezső Ránki: Béla Bartók – For Children, Teldec, 1976